# Брестський провулок (Київ)
Бре́стський прову́лок — зниклий провулок, що існував у Подільському районі міста Києва, місцевість Пріорка. Провулок пролягав від Маломостицької до Замковецької вулиці.

## Історія
Виник у 50-х роках XX століття під назвою Нова вулиця. Назву Брестський провулок отримав 1955 року. 
Ліквідований у 1-й половині 1980-х років під час знесення старої забудови та будівництва Мостицького житломасиву. 